# Akiko Iwamoto
Akiko Iwamoto (jap. 岩本亜希子 Iwamoto Akiko; ur. 25 września 1978 w Suwa, prefekturze Nagano) – japońska wioślarka.

## Osiągnięcia
- Mistrzostwa Świata – St. Catharines 1999 – jedynka wagi lekkiej – 11. miejsce[1].
- Igrzyska Olimpijskie – Sydney 2000 – dwójka podwójna wagi lekkiej – 14. miejsce[1].
- Mistrzostwa Świata – Lucerna 2001 – dwójka podwójna wagi lekkiej – 14. miejsce[1].
- Mistrzostwa Świata – Mediolan 2003 – jedynka wagi lekkiej – 19. miejsce[1].
- Igrzyska Olimpijskie – Ateny 2004 – dwójka podwójna wagi lekkiej – 13. miejsce[1].
- Mistrzostwa Świata – Gifu 2005 – czwórka podwójna – 9. miejsce[1].
- Mistrzostwa Świata – Eton 2006 – dwójka podwójna wagi lekkiej – 15. miejsce[1].
- Mistrzostwa Świata – Monachium 2007 – dwójka podwójna wagi lekkiej – 9. miejsce[1].
- Igrzyska Olimpijskie – Pekin 2008 – dwójka podwójna wagi lekkiej – 9. miejsce[1].
- Mistrzostwa Świata – Poznań 2009 – jedynka wagi lekkiej – 13. miejsce[1].